# Kanton Arcachon
Der Kanton Arcachon war von 1906 bis 2015 ein französischer Wahlkreis im Arrondissement Arcachon, im Département Gironde und in der Region Aquitanien.

## Geschichte
Im Zuge der Neuordnung der französischen Kantone im Jahr 2015 wurde der Kanton aufgelöst. Die Stadt Arcachon wurde dem Kanton La Teste-de-Buch zugeteilt.
Siehe auch: Geschichte Gironde und Geschichte Arrondissement Bordeaux.
Der Kanton umfasste die Wahlberechtigten der Stadt Arcachon mit 10.476 Einwohnern (Stand 1. Januar 2013).